# I’ll Be Seeing You (альбом Кармен Макрей)
I’ll Be Seeing You — сборник американской певицы Кармен Макрей, выпущенный 20 июня 1995 года на лейблах MCA Records и GRP в рамках переиздания каталога Decca Records. Собственно, набор из двух компакт-дисков в основном содержит материал Макрей для Decca времён 1950-х, который не был выпущен на других переизданиях.

## Отзывы критиков
| Оценки критиков                            | Оценки критиков |
| Источник                                   | Оценка          |
| ------------------------------------------ | --------------- |
| AllMusic                                   | [ 2 ]           |
| The Rolling Stone Jazz & Blues Album Guide | [ 3 ]           |

Скотт Яноу из AllMusic пишет: «после запоминающейся версии „Something to Live For“, есть много оркестровых треков, отягощенных аранжировками, более подходящими для Дорис Дэй, чем для Макрей; среди баллад 1955-56 годов запоминается только „Whatever Lola Wants“. Однако со „Skyliner“ дела начинают улучшаться, и сет, выпущенный в марте 1957 года только с ритм-секцией, довольно приятен. В большинстве более поздних композиций используются оркестры, но они больше ориентированы на джаз, хотя Макрей уже явно выросла как певица то время. В целом, этот сет стоит взять поклонникам ранних лет Кармен Макрей, поскольку он даёт прекрасный обзор её талантов 1950-х годов». В журнале Billboard отметили, что это с любовью собранная коллекция из её сессий 1950-х годов, представляющий собой занимательный, иллюстрирующий документ о годах становления Макрей.

## Список композиций

### Диск первый
1. «Something to Live For» — 3:11
2. «Speak Low» — 3:07
3. «But Beautiful» — 2:55
4. «Midnight Sun» — 3:45
5. «Good Morning, Heartache» — 3:20
6. «A Ghost of a Chance» — 3:10
7. «We’ll Be Together Again» — 3:04
8. «Star Eyes» — 3:08
9. «Whatever Lola Wants» — 2:58
10. «Lush Life» — 3:35
11. «Until the Real Thing Comes Along» — 3:21
12. «You Don’t Know Me» — 2:42
13. «Skyliner» — 2:56
14. «The Party’s Over» — 2:50
15. «East of the Sun» — 2:15
16. «Dream of Life» — 4:00
17. «Perdido» — 2:15
18. «Exactly Like You» — 2:09
19. «I’m Thru With Love» — 4:09
20. «I’ll See You Again» — 2:42

### Диск второй
1. «Invitation» — 2:52
2. «Bye Bye Blackbird» — 3:22
3. «Flamingo» — 3:41
4. «Oh Yes, I Remember Clifford» — 2:58
5. «If I Were a Bell» — 1:53
6. «Any Old Time» — 3:08
7. «What’s New» — 2:27
8. «The Night We Called It a Day» — 4:25
9. «Please Be Kind» — 3:14
10. «The Thrill Is Gone» — 3:51
11. «By Myself» — 3:12
12. «Do You Know Why?» — 2:51
13. «The More I See You» — 4:00
14. «When Your Lover Has Gone» — 3:32
15. «If I Could Be with You» — 2:21
16. «I Only Have Eyes for You» — 3:47
17. «I’m Glad There Is You» — 3:54
18. «Ain’t Misbehavin’» — 3:16
19. «I’ll Be Seeing You» — 3:42